# A Pobra do Brollón
A Pobra do Brollón (spanisch Puebla del Brollón) ist eine spanische Gemeinde (Municipio) mit 1.619 Einwohnern (Stand: 2024) in der Provinz Lugo der autonomen Gemeinschaft Galicien.

## Bevölkerungsentwicklung Gemeinde
Legende: Puebla del Brollón___A Pobra do Brollón

Quelle: INE-Archiv – grafische Aufarbeitung für Wikipedia

## Gemeindegliederung
Die Gemeinde A Pobra do Brollón ist in 22 Parroquias gegliedert:
| Parroquias         | Patrozinium  | Einwohner 2024 | Fläche km² | Dichte Einw./km² | Höhe msnm | Ortskennzahl |
| ------------------ | ------------ | -------------- | ---------- | ---------------- | --------- | ------------ |
| Abrence            | San Xoán     | 89             | 9,99       | 9                | 488       | 27047020000  |
| Barxa de Lor       | Santa Mariña | 51             | 3,67       | 14               | 360       | 27047010000  |
| Canedo             | San Miguel   | 46             | 5,19       | 9                | 451       | 27047030000  |
| Castroncelos       | Santiago     | 108            | 5,75       | 19               | 458       | 27047040000  |
| Castrosante        | Santa Mariña | 24             | 3,54       | 7                | 471       | 27047050000  |
| Cereixa            | San Pedro    | 111            | 8,87       | 13               | 411       | 27047060000  |
| Eixón              | San Xurxo    | 53             | 5,10       | 10               | 380       | 27047070000  |
| Ferreiros          | San Salvador | 34             | 8,89       | 4                | 575       | 27047080000  |
| A Ferreirúa        | San Martiño  | 111            | 12,63      | 9                | 454       | 27047090000  |
| Fornelas           | Santa Comba  | 48             | 4,42       | 11               | 354       | 27047100000  |
| Lamaigrexa         | San Pedro    | 84             | 11,40      | 7                | 523       | 27047110000  |
| Liñares            | San Cosme    | 32             | 10,31      | 3                | 643       | 27047120000  |
| Óutara             | Santa María  | 27             | 5,36       | 5                | 614       | 27047130000  |
| Parada dos Montes  | Santa Einés  | 25             | 8,43       | 3                | 714       | 27047140000  |
| Pinel              | Santa María  | 28             | 2,29       | 12               | 430       | 27047150000  |
| Piño               | Santa María  | 81             | 5,39       | 15               | 417       | 27047160000  |
| A Pobra do Brollón | San Pedro    | 284            | 3,75       | 76               | 385       | 27047170000  |
| Saa                | Santa María  | 87             | 27,13      | 3                | 451       | 27047190000  |
| Salcedo            | San Xoán     | 130            | 20,44      | 6                | 577       | 27047200000  |
| Santalla de Rei    | Santalla     | 24             | 1,70       | 14               | 376       | 27047180000  |
| Veiga              | San Xián     | 32             | 2,47       | 13               | 396       | 27047210000  |
| Vilachá            | San Mamede   | 56             | 10,01      | 6                | 611       | 27047220000  |

## Wirtschaft
| Ackerbau, Viehzucht und Fischerei                                                  | 065 | 013,74 |
| Industrie                                                                          | 033 | 06,98  |
| Bauwirtschaft                                                                      | 048 | 010,15 |
| Dienstleistungsbetriebe                                                            | 327 | 069,13 |
| Total                                                                              | 473 | 100,00 |
| * Daten aus dem Statistischen Amt für Wirtschaftliche Entwicklung in Galicien, IGE |     |        |

## Söhne und Töchter
- Lidia Senra (* 1958), spanische Politikerin